# Desa Sidokumpul (administrativ by i Indonesien, Jawa Tengah, lat -7,07, long 110,13)
Desa Sidokumpul är en administrativ by i Indonesien.   Den ligger i provinsen Jawa Tengah, i den västra delen av landet, 400 km öster om huvudstaden Jakarta.